# Cleebourg
Cleebourg (tyska: Kleeburg) är en kommun i departementet Bas-Rhin i regionen Grand Est (tidigare regionen Alsace) i nordöstra Frankrike. Kommunen ligger i kantonen Wissembourg som tillhör arrondissementet Wissembourg. År 2022 hade Cleebourg 634 invånare.

## Historiskt hertigdöme
1604 lösgjordes det dåvarande Kleeburg ur hertigdömet Pfalz-Zweibrücken och Johan Kasimir (1589–1652) blev hertig med titeln pfalzgreve vid Rhen. De motsättningar som skulle leda till trettioåriga kriget fick honom att 1617 lämna sitt hertigdöme. Då han sedermera blivit far till Sveriges kung Karl X Gustav (1622–1660), tillföll Kleeburg det svenska kungahuset vid hans död. Inte förrän 1787 erkände det svenska kungahuset Frankrikes överhöghet över orten.

## Befolkningsutveckling
Antalet invånare i kommunen Cleebourg
| Referens: INSEE |